# Орден «Галкиниш»
Орден «Галкиниш» (туркм. «Galkynyş») — державна нагорода Туркменістану.

## Статут ордена
1. Орден Туркменістану «Галкиниш» засновано для нагородження за великі трудові заслуги перед державою і суспільством в області виробництва, науки, культури, літератури, мистецтва, народної освіти, охорони здоров'я, державної, громадської та інших сферах трудової діяльності.
2. Орденом «Галкиниш» нагороджуються громадяни Туркменістану.
Орденом «Галкиниш» можуть нагороджуватися особи, що не є громадянами Туркменістану.
3. Нагородження орденом «Галкиниш» проводиться:
  - за великі заслуги у зміцненні незалежності країни;
  - за великий внесок у розвиток галузей економіки країни, підвищення ефективності виробництва і стабільні високі результати праці;
  - за великі заслуги в розвитку науки і техніки, розроблення та впровадження їх новітніх досягнень і прогресивних технологій у виробництво, за винаходи та раціоналізаторські пропозиції, що мають велике техніко-економічне значення;
  - за великі заслуги у зміцненні обороноздатності країни;
  - за особливо плідну діяльність у галузі культури, літератури і мистецтва;
  - за великі заслуги в навчанні і вихованні підростаючого покоління, підготовці висококваліфікованих кадрів, у сфері охорони здоров'я, розвитку торгівлі, житлово-комунального господарства, побутового обслуговування населення, за особливі досягнення в розвитку фізичної культури і спорту;
  - за високі заслуги у сфері державної і громадської діяльності, у зміцненні законності і правопорядку;
  - за великі заслуги в розвитку економічного, науково-технічного і культурного співробітництва між Туркменістаном та іншими державами.
4. Особам, удостоєним нагороди, вручаються орден «Галкиниш» і посвідчення.
5. Нагородженим орденом «Галкиниш» громадянам Туркменістану виплачується за рахунок коштів Державного бюджету одноразова премія в розмірі п'ятикратної мінімальної заробітної плати та щомісячна надбавка до заробітної плати, посадового окладу, пенсії або стипендії в розмірі 30 відсотків мінімальної заробітної плати.
Особи, нагороджені орденом «Галкиниш», користуються пільгами у випадках і порядку, встановлених законодавством.
6. Орден «Галкиниш» носиться на лівій стороні грудей і за наявності інших орденів розташовується після ордена «Зірка Президента».

## Опис ордена
Орден «Галкиниш» має форму шістнадцятигранника, що складається з двох переплетених восьмигранників.
В середині ордена в колі діаметром 23 мм розташований обернений вправо профільний портрет Президента Туркменістану Сапармурата Туркменбаші. Портрет з лівого боку обрамлений лавровою гілкою, а з правого — двома пшеничним колоссям, знизу від портрета зображені три коробочки і два листка бавовнику.
Зображення на лицьовій стороні ордена виконуються зі срібла.
Лицьова сторона внутрішнього восьмигранника оточена золотим ланцюжком.
Орден «Галкиниш» виготовляється з бронзи, покритої золотом.
Діаметр ордена 39,5 мм.
Медаль за допомогою кільця з'єднується з колодкою, виготовленою з бронзи, покритою золотом. Колодка складається з двох частин. Верхня частина являє собою прямокутник шириною 8,8 мм і довжиною 28,8 мм. Всередині прямокутника зображено п'ять килимових гелів, що покриті червоною емаллю. Нижня частина колодки являє собою покритий зеленою емаллю трикутник, верхня сторона якого становить 25 мм, а бічні сторони — по 18 мм.
На зворотному боці ордену є слова державною мовою «GALKYNYŞ» і «TÜRKMENISTANYT ORDENI».